# Nissan S-Cargo
El Nissan S-Cargo es una furgoneta pequeña de estilo retro fabricada por Nissan de 1989 a 1991, y originalmente se vendió sólo en Japón en los Nissan Cherry Stores.
El estilo exterior del S-Cargo se inspiró del Citroën 2CV, y su estilo interior tomó prestado un volante de un solo radio al estilo Citroën. El nombre tiene un doble sentido, es una abreviación de "Small Cargo" (Carga Pequeña) que suena como "escargot", lo cual significa caracol en Francés, que a su vez es un sobrenombre del Citroën 2CV.
El S-Cargo fue presentado en el Salón del Automóvil de Tokio en 1989, donde originalmente era vendido sin la marca Nissan y solo estaba disponible mediante reserva. Durante su corrida de producción de dos años, se fabricaron 8.000 unidades (según diversos informes, 12.000).
Debido a sus orígenes en Pike Factory, el S-Cargo — junto con el Nissan Figaro, Nissan Be-1 y Nissan Pao — son conocidos como Nissan  "Pike cars" (Autos Pike).
En 2011, el crítico de diseño Phil Patton, escribiendo para el New York Times, lo describió como "el colmo del posmodernismo" y "descaradamente retro, promiscuo, combinando elementos de Citroën 2CV, Renault 4, Mini [y] Fiat 500."

## Especificaciones
El S-Cargo está equipado con un motor de gasolina de 4 cilindros 1.5L E15S, una transmisión automática de 3 velocidades y aire acondicionado. Está basado en el Nissan Sunny B11 Station.
Algunos elementos opcionales incluían:
- Una ventana de ópera instalada en cada panel lateral de la furgoneta.
- Un techo solar eléctrico.